# Pseudochondrostoma
A Pseudochondrostoma a sugarasúszójú halak (Actinopterygii) osztályának pontyalakúak (Cypriniformes) rendjébe, ezen belül a pontyfélék (Cyprinidae) családjába tartozó nem.

## Rendszerezés
A nembe az alábbi 3 faj tartozik:
- Pseudochondrostoma duriense (Coelho, 1985)
- Pseudochondrostoma polylepis (Steindachner, 1864)
- Pseudochondrostoma willkommii (Steindachner, 1866)